# Клан Престон
Клан Престон (шотл. — Clan Preston) — один з кланів рівнинної частини Шотландії — Лоулендсу. На сьогодні клан Престон не має визнаного герольдами Шотландії вождя, тому називається в Шотландії «кланом зброєносців».
Гасло клану: Praesto ut praestem — Обіцяю те, що можу виконати (лат.)
Історична резиденція вождів клану: Замок Крайгміллар

## Історія клану Престон
Назва клану Престон походить від назви землі та баронства Престон або Престаун, що називалось ще Гоуртаун, а потім ще називалось Крейгмілар. Земля ця розташована в Мідлотіані.
У 1222 році Алуред де Престон згадується в королівських грамотах щодо власності на землю як свідок. Між 1240 та 1250 роком Ліулф мак Ліулф де Престон отримав землю в Лінлітго від Джона Альбуса. Пізніше ця земля була подарована абатству Невботел (нині це абатство називається Ньюбаттл). Вважається, що клан Престон в Шотландії споріднений з кланом Престон в Ірландії, вожді якого згодом отримали титул віконта Горманстон.
У 1248 році Йоханнес де Престун був свідком у справі Йоханнеса Галларда з Мускілбурга. У 1292 році Вільям де Престон та Генрі де Престон згадуються у грамотах щодо земельної власності як свідок.
У 1296 році король Англії Едвард І Довгоногий завоював Шотландію і примусив вождів шотландських кланів присягнути йому на вірність і підписати відповідний документ — «Рагман Роллс». У цьому документі є і імена Нікола де Престона та Вільяма де Престона.
У 1342 році сер Джон Престон отримав королівську грамоту на володіння землями Гоуртаун або Гортон. У 1346 році відбулась битва між шотландською та англійською армією біля Дарема. Шотландська армія була розбита, король Шотландії Девід II потрапив у полон. Серед полонених був і сер Джон Престон. Він був звільнений після 11 років перебування в полоні після того як за нього був виплачений викуп.
Симон де Престон у 1362 році був міщанином Единбургу. У 1362 році Пітер Престон отримав назад гроші у розмірі 13 марок, які він витратив на коштовності для Джоани — дружини короля Девіда II, що померла в той час.
Вільям Престон привіз у Шотландію реліквію — кістку святого Гілеса. Цю реліквію він привіз з Франції і подарував церкві святого Гілеса в Единбурзі.
У 1470 році Олександр Престон, що був тоді державним службовцем в Шотландії відвідував по справах Англію, з якою тоді Шотландія була у ворожих стосунках. Йому була вручена грамота, що гарантувала йому безпеку. У 1491 році у королівській грамоті щодо власності на землю згадується як свідок Вілл Престон.
Головою Единбургу у 1557 році був сер Саймон Престон Крейгмілар. Він же подарував землю для Госпіталю Святої Трійці.
Рід вождів клану Престон припинив своє існування після смерті вождя клану Престон сера Роберта Престона у 1639 році.
Багато людей з клану Престон у XVII—XVIII століттях виїхало до Америки. Під час війни за незалежність Сполучених Штатів у 1775—1783 роках сер Чарльз Престон — V баронет Престон служив в британській армії і командував обороною форту Святого Йоанна в Квебеку під час його облоги. Після закінчення війни у 1784 році він повернувся в Шотландію. Згодом став депутатом парламенту від округу Дісарта в Файфі.